# Specularius ghesquierei
Specularius ghesquierei là một loài bọ cánh cứng trong họ Bruchidae. Loài này được Decelle miêu tả khoa học năm 1987.